# 消息报

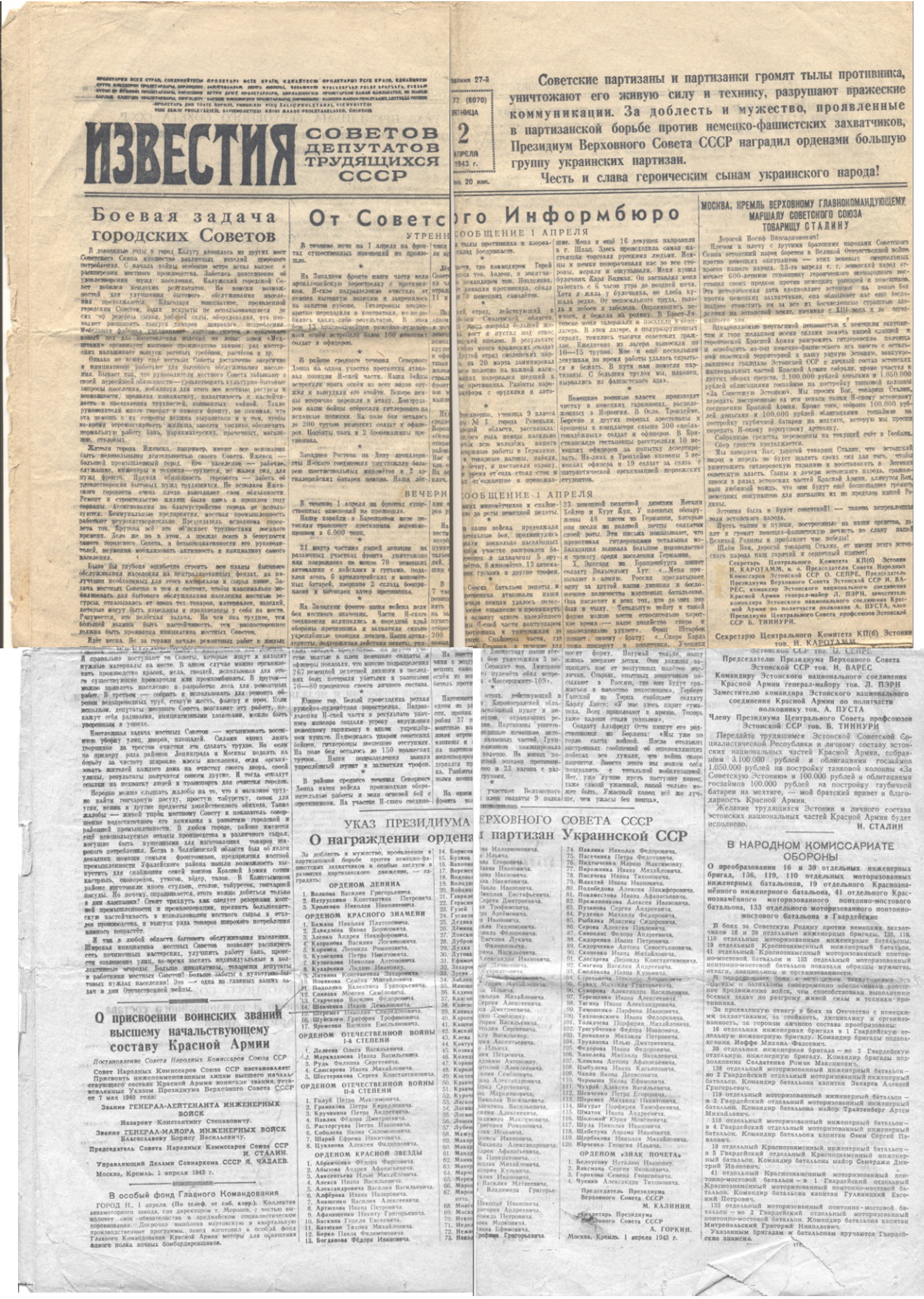
1943年4月2日《消息报》的头版头条

《消息报》（羅馬化：Izvestia）是一份俄罗斯的报纸，在苏联时期曾为苏联最高苏维埃（议会）以及苏联中央执行委员会的机关报，为苏联时期的第二大报纸。

## 历史
消息报最初为1905年俄罗斯革命期间，圣彼得堡工人代表苏维埃发布信息的媒体，总共发行了10期，第11期被查封。
1917年3月创建于圣彼得堡，当时为彼得格勒工人代表苏维埃的机关报，为孟什维克和社会革命党人所控制，十月革命后划归为布尔什维克领导，曾发表《和平法令》。1918年3月迁至莫斯科，成为苏联最高苏维埃机中央执行委员会关报。知名编辑有布哈林和赫鲁晓夫女婿阿列克谢·伊万诺维奇·阿朱别伊。在阿朱别伊的领导下，《消息报》发展迅速。
1977年改用现名。20世纪90年代初，俄罗斯经济急剧恶化，俄罗斯读者对《消息报》不再有信任感，其发行量每况愈下。到1997年初，所谓俄罗斯言论自由最昌盛的时期，消息报的发行量降到了约50万份。
由克拉斯诺亚尔斯克边疆区管辖的喀拉海群岛中央执行委员会消息报群岛以本报于十月革命时取的全名《农工兵哥萨克及彼得格勒工人红军苏维埃代表中央执行委员会消息报》得名。

## 延伸閱讀
- Merrill, John C. and Harold A. Fisher. The world's great dailies: profiles of fifty newspapers (1980) pp 170-76

## 外部連結
- Official Izvestia website （页面存档备份，存于）
- 消息报的X（前Twitter）
- 消息报的Instagram帳戶
- English translations of Izvestia articles at nonprofit WorldMeets.US
- "Izvestia" digital archives in "Newspapers on the web and beyond" （页面存档备份，存于）, the digital resource of the National Library of Russia